# Trifluoroxonium
Trifluoroxonium je název hypotetického kationtu se vzorcem OF +
3 . Je strukturním ekvivalentem hydroniového iontu, ve kterém jsou atomy vodíku obklopující centrální kyslíkový atom nahrazeny atomy fluoru, a je isoelektronický s fluoridem dusitým. Atom kyslíku v něm má oxidační číslo +4.
Ion OF +
3  se ukázal jako vibračně stabilní na všech úrovních, na kterých byl teoreticky zkoumán (HF, MP2, CCSD(T)). Předpokládá se, že má pyramidální strukturu s vazbou O–F o délce 139,5 pm a vazebným úhlem F–O–F 104,2°. Energie odštěpení iontu F+ byla vypočítána na +461 kJ/mol. Nízkoteplotními reakcemi F2, OF2 a AsF5 za působení ultrafialového záření se tvořily pouze dioxygenylové soli O +
2 [AsF6]−. Oxidací OF2 solemi KrF+ se rovněž nepodařilo tento kation získat.
Vznik hypotetické soli OF +
3 [AsF6]− by měl být termodynamicky téměř neutrální, ovšem mírně nevýhodný: OF2(g) + F2(g) + AsF5(g) → O +
2 [AsF6]−(s) = +44,0 kJ mol−1.